# Mircea-Sergiu Lupu
Mircea-Sergiu Lupu (* 28. August 1962 in Negrești) ist ein rumänischer Schachspieler. Seit 1999 spielt er für Frankreich.
Er spielte für Rumänien bei zwei Schacholympiaden: 1990 und 1994. Außerdem nahm er an der europäischen Mannschaftsmeisterschaft (1989) in Haifa und an der Schachbalkaniade (1990) in Kavala teil.
Im Jahre 1987 wurde ihm der Titel Internationaler Meister (IM) verliehen. Der Großmeister-Titel (GM) wurde ihm 1995 verliehen.
| Hier fehlt eine Grafik, die leider im Moment aus technischen Gründen nicht angezeigt werden kann. Wir arbeiten daran! |